# كميل نانجياني
كميل نانجياني (ولد في 21 فبراير 1978) ممثل كوميدي وممثل وكاتب ومذيع باكستاني أمريكي الجنسية.

## روابط خارجية
- كميل نانجياني على موقع IMDb (الإنجليزية)
- كميل نانجياني على موقع روتن توميتوز (الإنجليزية)
- كميل نانجياني على موقع ميوزك برينز (الإنجليزية)
- كميل نانجياني على موقع بوكس أوفيس موجو (الإنجليزية)
- كميل نانجياني على موقع قاعدة بيانات الأفلام السويدية (السويدية)
- كميل نانجياني على موقع قاعدة بيانات الفيلم (الإنجليزية)